# Karin Pettersson
Karin Pettersson, född 14 januari 1975 i Enskede i Stockholm, är en svensk journalist. Från 2010 var hon politisk chefredaktör på Aftonbladet. Från 2018 till 2019 arbetade hon i Schibsted-koncernen. Sedan 2020 är hon kulturchef på Aftonbladet.

## Biografi
Karin Pettersson är uppvuxen i Enskede i södra Stockholm som dotter till Sten-Åke Pettersson och professor Gunilla Källenius. Fadern är omgift med Sylvia Åkerblom, mor till skådespelaren Erik Johansson. Pettersson har tidigare varit gift med psykologen och journalisten Björn Hedensjö. Hennes äldre bror Ola Pettersson var chefsekonom på LO mellan 2011 och 2021.

### Utbildning
Pettersson började intressera sig för politik genom sin bror som engagerade sig i Socialdemokraterna och Pettersson blev aktiv i elevorganisationen. Efter gymnasiet läste hon statsvetenskap och idéhistoria vid Stockholms universitet. Hon avlade ekonomexamen vid Handelshögskolan i Stockholm 2001, där hon skrev i studenttidningen Hermes och var medlem i skolans socialdemokratiska studentförening. Under studietiden läste hon en utbytestermin på University of Chicagos MBA-utbildning.
Senare gjorde Pettersson praktik på FN-högkvarteret i New York, och det ledde till arbete som tal- och brevskrivare till handelsminister Leif Pagrotsky. Hon blev utsedd till Eisenhower Fellow 2009. År 2016 tilldelades hon Nieman-stipendiet. Hon läste efter det vid Harvarduniversitetet ett år, kompletterat med studier på MIT; fokus var då populism, propaganda och högerextremism. Hon har tillsammans med Martin Gelin skrivit boken Internet är trasigt: Silicon Valley och demokratins kris (Natur och kultur, 2018).

### Karriär

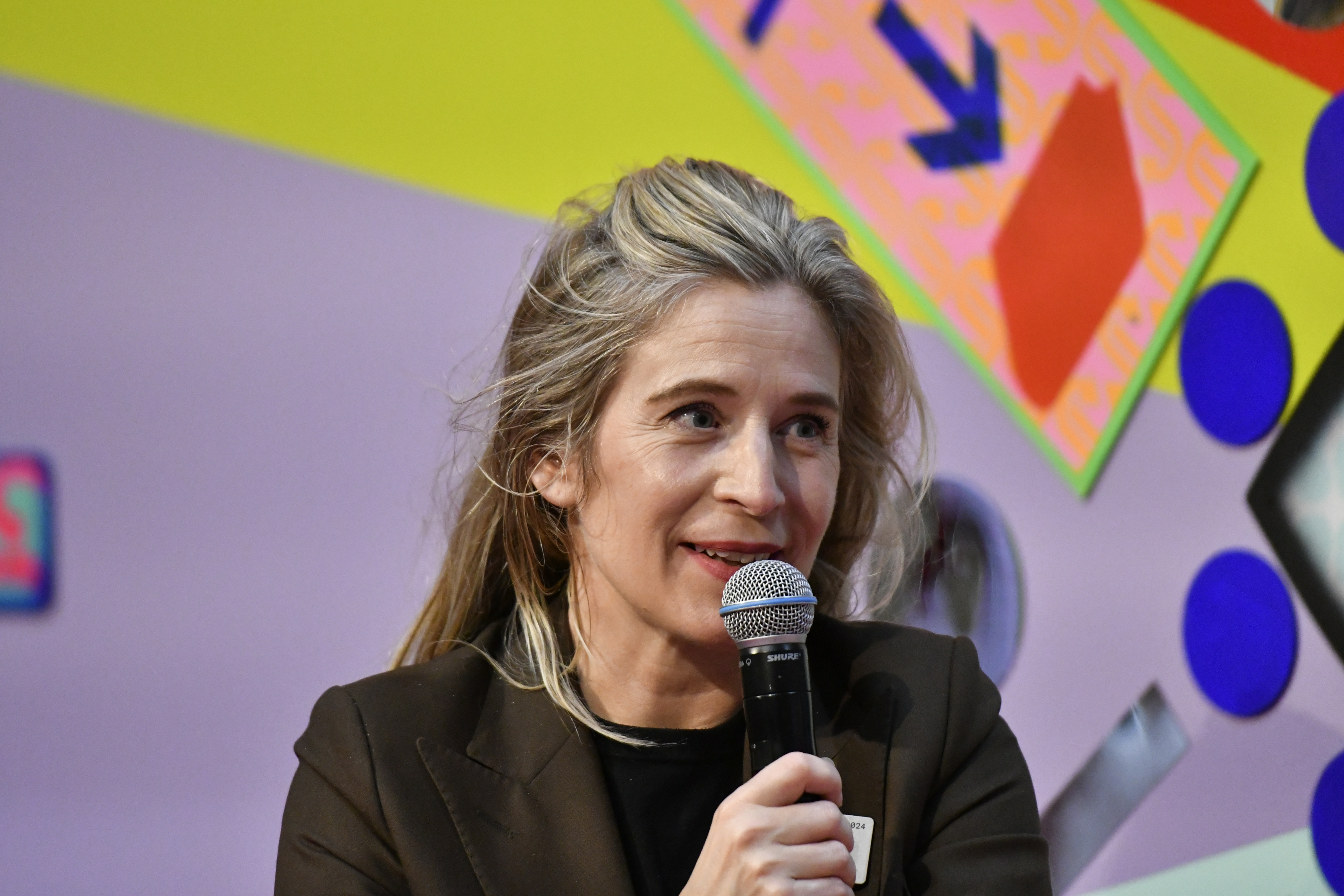
Karin Pettersson på bokmässan i Göteborg 2024.

Under studietiden arbetade Karin Pettersson som reporter på Finanstidningen. Från 2001 till 2005 var hon socialdemokratisk politiskt sakkunnig på Finansdepartementet åt Bosse Ringholm och Pär Nuder i fyra och ett halvt år. År 2005 var hon en av grundarna och senare under 2007 till 2009 chefredaktör för tidskriften Fokus. Från 2009 till efter valet 2010 var hon kommunikationschef hos Socialdemokraterna.
I oktober 2010 efterträdde hon Helle Klein som politisk chefredaktör på Aftonbladet. Den 15 februari 2018 tillträdde hon en nyinrättad tjänst som director of public policy på Schibsted-koncernen. I december 2019 blev hon ny kulturchef på Aftonbladet, en tjänst som hon tillträdde efter årsskiftet.
Karin Pettersson har även varit programledare för Sverige i fokus och Valberedningen i TV8. Hon har medverkat som expert i Sveriges Televisions och TV4:s morgonsoffor, bland annat i nyhetspanelerna. Hon har också medverkat som politisk kommentator i programmet Agenda på SVT. Under Petterssons ledning tilldelades Fokus år 2007 Publicistklubbens stora pris. Pettersson var ordförande i juryn för 2006 års Årets svensk-utmärkelse. Hösten 2021 tävlade hon i lag med styvbrodern Erik Johansson i Kanal 5:s Alla mot alla med Filip och Fredrik.